# Técnica aséptica
En ciencias médicas, el término técnica aséptica o técnica estéril se refiere al método preventivo que se emplea para mantener estériles a todos los objetos (como un campo estéril), instrumental (como un catéter o una sonda y materiales que han de estar en contacto con la herida, de modo que la curación se logre de primera intención.